# Hhohho
Hhohho je jeden ze čtyř regionů Svazijska, nachází se na severovýchodě země. Správním střediskem provincie je hlavní město celé země, Mbabane. Region se dělí na 14 menších územních správních jednotek. Žije zde přibližně 321 tisíc obyvatel.

## Města v provincii
- Mbabane
- Ararat
- Bulembu
- Croyden
- Dalriach
- Ekupheleni
- Mliba
- Piggs Peak